# Dobrynia Nikiticz

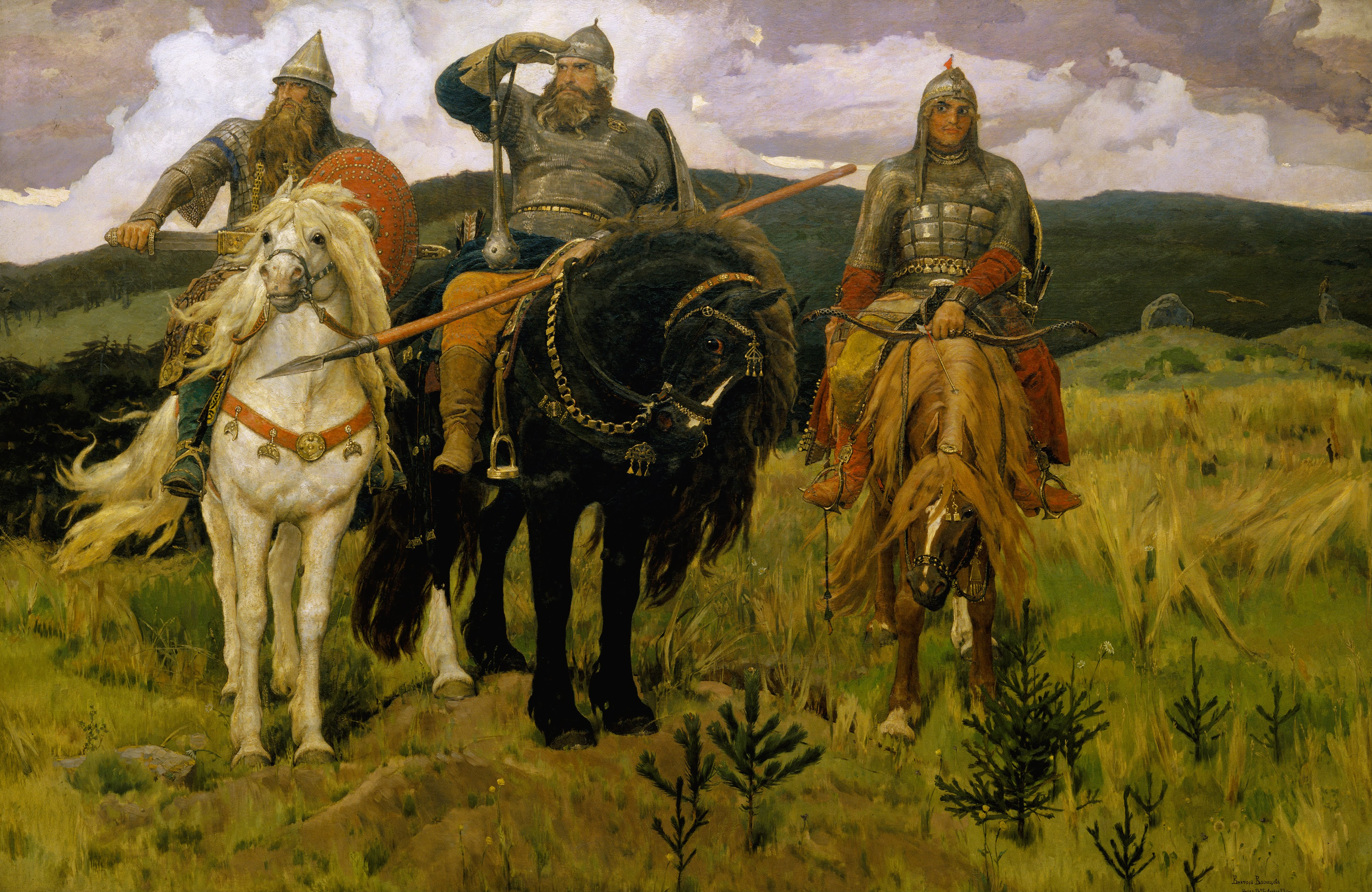
Trzej bohaterowie: Dobrynia Nikiticz, Ilja Muromiec i Alosza Popowicz na obrazie W. Wasniecowa Mocarze

Dobrynia Nikiticz (ros. Добрыня Никитич, ukr. Добриня Микитич, Dobrynia Mykytycz) – bohater średniowiecznych bylin kijowskich.
Jeden z trzech wielkich legendarnych ruskich wojów, obok Ilji Muromca i Aloszy Popowicza. 
Dobrynia znany jest przede wszystkim jako pogromca wielogłowego węża Gorynycza (ros. Змей Горыныч, zob. żmij). Cechuje go wiedza, odwaga i inne typowo rycerskie cnoty. Jest siłaczem, znakomitym łucznikiem, szachistą, muzykiem (śpiewa i gra na gęślach). Służy u kniazia Włodzimierza Jasne Słoneczko, którego utożsamia się z Włodzimierzem Wielkim. 
Zdaniem historyków Dobrynia Nikiticz, podobnie jak inni bohaterowie średniowiecznej epiki rycerskiej (Artur, Roland), ma swój historyczny pierwowzór. W tym wypadku miałby nim być Dobrynia, krewny oraz wódz wielkich książąt kijowskich Światosława I i wspomnianego już Włodzimierza Światosławicza.
Na motywach legendy o Dobryni Nikityczu nakręcono w 2006 roku film animowany Dobrynia Nikiticz i Żmij Gorynycz (ros. Добрыня Никитич и Змей Горыныч).